# Pozza Eneide
Pozza Eneide ist ein 25 m langer, 15 m breiter und 1 m tiefer Tümpel an der Scott-Küste des ostantarktischen Viktorialands. Er liegt 7,6 km ostnordöstlich des Mount Abbott und 300 m westlich der Mario-Zucchelli-Station an der Terra Nova Bay.
Der italienische Polarforscher Vittorio Liberia erkundete ihn bei der vierten italienischen Antarktisexpedition (1988–1989). Er benannte ihn nach der benachbarten meteorologischen Station ENEIDE.